# Отрабат
Отрабат (каз. Отырабат) — село в Отырарском районе Туркестанской области Казахстана. Входит в состав Тимурского сельского округа. Код КАТО — 514853400.

## Население
В 1999 году население села составляло 152 человека (92 мужчины и 60 женщин). По данным переписи 2009 года, в селе проживало 200 человек (119 мужчин и 81 женщина).